# جون وات
جون وات (بالإنجليزية: John Watt)‏ هو فيزيائي أسترالي، ولد في 1932.